# Jaan Ehlvest
Jaan Ehlvest (Tallinn, 14 d'octubre de 1962) és un jugador d'escacs estonià, que té el títol de Gran Mestre des de 1987. Ehlvest, que va jugar sota bandera soviètica, juga actualment sota bandera estatunidenca des de 2006. El 1987 i el 1989 fou guardonat com a "esportista estonià de l'any". El seu germà, Jüri Ehlvest, fou un conegut escriptor a Estònia.
A la llista d'Elo de la FIDE de l'octubre de 2020, hi tenia un Elo de 2517 punts, cosa que en feia el jugador número 33 (en actiu) dels Estats Units. El seu màxim Elo va ser de 2660 punts, a la llista de gener de 1996 (posició 17 al rànquing mundial). Fou breument un top 10 mundial el 1991, quan ascendí al número 5 a la llista d'Elo de la FIDE amb un Elo de 2650.

## Biografia i resultats destacats en competició
Entre les victòries d'Ehlvest cal destacar el Campionat Júnior de la Unió Soviètica de 1980, el segon lloc al Campionat del món juvenil de 1981, (el campió fou Ognjen Cvitan), el Campionat d'Europa juvenil de 1983, el Campionat d'Estònia de 1986, el Torneig de Reggio Emilia 1989/90 (superant Vasil Ivantxuk i Anatoli Kàrpov), el New York Open de 1994, i el World Open de 2003 a Filadèlfia. El 1997, empatà als llocs 1r–5è amb Zurab Sturua, Christopher Lutz, Gyula Sax i Aleksandr Dèltxev al fort obert de Pula, i també el 1997 fou primer al torneig Heart of Finland de Jyväskylä,
Va participar en el Torneig Interzonal de Manila de 1990, on hi acabà en el lloc 16è amb 7.5/13 punts. El 1999 va empatar al primer lloc al Philadelphia World Open (el campió fou Gregory Serper).
Ehlvest va estudiar psicologia a la Universitat estatal de Tartu. El 2004, va publicar la seva autobiografia Història d'un jugador d'escacs. El 2006, insatisfet per la falta de suport de la Federació Estoniana d'Escacs, va decidir d'anar a viure als Estats Units; des de llavors, és membre de la USCF i competeix internacionalment pels EUA. Empatà al 1r lloc a Santo Domingo (2006, juntament amb Nikola Mitkow i Ramón Mateo)
El març de 2007, Ehlvest acceptà una invitació per jugar un inusual matx a vuit partides contra el programa d'escacs Rybka, un dels més forts que existeixen. Va jugar amb negres en totes les partides, però a canvi va obtenir avantatge d'un peó (Rybka jugava cada partida amb un peó de menys, un de diferent en cada partida). Ehlvest va perdre el matx per 2.5:5.5 (+1 −4 =3). A continuació es va jugar un matx de revenja, sense avantatges de peó, però amb Ehlvest conduint les blanques en totes les partides. Ehlvest tenia el doble de temps al rellotge, i també l'avantatge que s'havien introduït significatius hàndicaps en la màquina. Això no obstant, Ehlvest perdé novament, 1.5:4.5.
El novembre de 2008 es proclamà Campió continental americà a Boca Raton.
El desembre de 2012 fou 3r-7è (sisè en el desempat) a l'Al Ain Classic amb 6½ punts de 9 (el campió fou Romain Édouard).
El juny de 2013 va empatar als llocs 1r a 5è al Las Vegas Chess Festival amb Manuel León Hoyos, Varuzhan Akobian, Alejandro Ramírez, Enrico Sevillano i Wesley So (aquest darrer fou el campió).

### Participació en olimpíades d'escacs
Ehlvest fou membre de l'equip de la Unió Soviètica que guanyà la medalla d'or a la 28a Olimpíada a Tessalònica, el 1988 i va jugar representant Estònia a les olimpíades en el període 1992-2004.